# Бартрэм, Сэм
Сэмюэл Бартрэм (англ. Samuel Bartram; 22 января 1914, Джарроу, Тайн-энд-Уир — 17 июля 1981, Харпенден, Хартфордшир) — английский футболист и менеджер. Играл на позиции вратаря. Рекордсмен по количеству матчей за «Чарльтон Атлетик», свой единственный профессиональный клуб в карьере.

## Карьера
После школы стал шахтёром и играл на позиции центрального нападающего или полузащитника вне футбольной лиги на северо-востоке Англии. Подростком пытался попасть в «Рединг», но потерпел неудачу. Когда в 1934 году местный деревенский клуб «Болдон Вилла» остался без вратаря в финале кубка, Бартрэм забил гол. Главный скаут «Чарльтон Атлетик» на северо-востоке Энтони Сид наблюдал за игрой, и Бартрэм выступил так хорошо, что Сид порекомендовал его своему брату Джимми, секретарю-менеджеру «Чарльтона».
За первые три года игры Бартрэма в «Чарльтоне» клуб поднялся из третьего дивизиона на второе место в высшем дивизионе. Он играл в воротах за «Аддикс» 22 года, не считая неофициальные гостевые выступления за другие клубы во время войны, и никогда не покидал команду, пока не завершил карьеру в 1956 году. Бартрэм считается одним из величайших игроков Чарльтона и их лучшим вратарём. Он играл в четырёх финалах на «Уэмбли» с 1943 по 1947 год (два финала Кубка Англии и два Южных финала Кубка Футбольной лиги), выиграв Кубок Англии в 1947 году. Во время полуфинала против «Ньюкасл Юнайтед» на «Элланд Роуд» 29 марта 1947 года Бартрэм страдал от пищевого отравления, поэтому играл с горячей припаркой на животе.
Во время Второй мировой войны выступал гостевым игроком за «Йорк Сити», «Ливерпуль» и «Вест Хэм Юнайтед». Также работал инструктором по физподготовке.
Хотя Бартрэм совершил турне по Австралии с командой Англии XI в 1951 году и играл за сборную Англии B, о нём сложилось несправедливое мнение, как о «лучшем вратаре, который никогда не играл за Англию», поскольку в национальной футбольной команде Англии за позицию вратаря боролись Фрэнк Свифт и Тед Дитчберн.
6 марта 1954 года установил рекорд Английской футбольной лиги, сыграв 500 матчей. Он занял второе место в голосовании за звание футболиста года 1954 года в возрасте 40 лет.
Бартрэм — самый возрастной футболист, выступавший за Чарльтон, играл до 42 лет, а в 1956 году, после рекордных 623 матчей, завершил карьеру и стал менеджером «Йорк Сити». В 1960 году стал менеджером «Лутон Тауна», а затем сделал карьеру футбольного обозревателя в The People. Последние годы жизни провёл в Харпендене.

### Инцидент с туманом
С участием Бартрэма широко известен инцидент, когда густой туман окутал поле на «Стэмфорд Бридж» во время матча против «Челси» в 1937 году:
«Вскоре после начала матча… [туман] начал быстро сгущаться на дальнем конце поля, застилая Вика Вудли в воротах „Челси“ и неуклонно приближаясь ко мне. Судья остановил игру, а затем, когда видимость улучшилась, возобновил её. В тот момент мы были в ударе, и я видел всё меньше и меньше фигур, поскольку мы непрерывно атаковали».
Постепенно всё стихло, но Бартрэм оставался на своей позиции, вглядываясь в густой туман с края штрафной. Он задавался вопросом, почему игра не возвращается на его половину поля.

«Спустя долгое время из завесы тумана показалась фигура. Это был полисмен, он недоверчиво уставился на меня. „Что, чёрт возьми, ты здесь делаешь?“ — ахнул он. „Игра остановлена четверть часа назад. На поле никого нет“».

## Статистика
| Команда    | С               | По             | Результаты | Результаты | Результаты | Результаты | Результаты |
| Команда    | С               | По             | И          | В          | П          | Н          | В %        |
| ---------- | --------------- | -------------- | ---------- | ---------- | ---------- | ---------- | ---------- |
| Йорк Сити  | 1 марта 1956 г. | 1 июля 1960 г. | 211        | 85         | 70         | 56         | 40,28      |
| Лутон Таун | 1 июля 1960 г.  | 1 июня 1962 г. | 95         | 35         | 42         | 18         | 36,84      |

## Наследие и личная жизнь
В 1976/7 году на окраине Джимми Сида было построено поместье, состоящее из многоквартирного дома и семи домов, названное Сэм Бартрэм Клоуз.
В 2005 году девятифутовая статуя Сэма Бартрэма была установлена возле стадиона «Вэлли» в Чарльтоне, в ознаменование столетнего юбилея клуба.
Через пятьдесят лет после выхода на пенсию бар и ресторан на стадионе были названы в его честь.
Был племянником нападающего Джимми Бартрэма, выступавшего за шотландский «Фалкирк».

## Комментарии
1. ↑  Они родились с разницей в три года, из-за чего их называли братьями[11]. Отец Сэма Самуэль и Джимми были сыновьями Эдвина и Элизабет Бартрэм, Джимми был младшим в семье, родившись на 22 года позже Самуэля[12][13].